# Audi Rosemeyer
Audi Rosemeyer – koncepcyjny supersamochód skonstruowany i opublikowany w 2000 r. przez niemiecką markę Audi. Został oparty na samochodach Auto Union z lat 30. XX w. Zmodyfikowane wersje (streamliner) osiągały ponad 400 km/h. 
Prędkość maksymalna wynosi 350 km/h, zaś przyspieszenie 0-100 km/h 3,8 s. Do napędu zastosowano jednostkę W16 8,0 l (8004 cm³) DOHC 80v/5v na cylinder, umieszczoną centralnie, generującą moc maksymalną 630 KM (470 W). Maksymalny moment obrotowy wynosi 761 Nm przy 4000 obr./min.

## Dane techniczne

### Silnik
- W16 8,0 l (8004 cm³) DOHC 80v/5v na cylinder, umieszczony centralnie
- Maksymalny moment obrotowy: 761 Nm przy 4000 obr./min
- Moc maksymalna: 630 KM

### Osiągi
- Prędkość maksymalna: 350 km/h
- Przyspieszenie 0-100 km/h: 3,8 s